# Montodine
Montodine (Muntóden, Culumbare e Bóca Sère in dialetto cremasco) è un comune italiano di 2 428 abitanti della provincia di Cremona in Lombardia.
Montodine si trova nella zona occidentale della provincia di Cremona, confina a nord con Ripalta Guerina, a est con Ripalta Arpina, a sud con Bertonico (provincia di Lodi), a ovest con Moscazzano. Dista 5 km da Castelleone,10 km da Crema,15 km da Lodi, 30 km da Cremona, Bergamo e Piacenza e 50 km da Milano. Esso è raggiungibile, in auto attraverso la Strada Provinciale, ex S.S. 591 (Bergamo- Piacenza). Le stazioni ferroviarie più vicine sono a Castelleone e a Crema.

## Geografia fisica

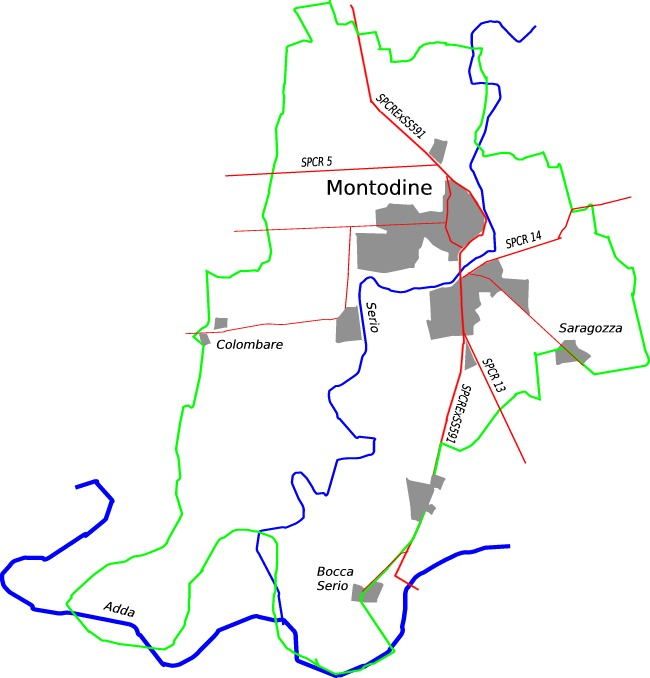
Mappa schematica del territorio di Montodine

## Storia
Da Montodine, in epoca romana, passava la via Regina, strada romana che collegava il porto fluviale di Cremona (la moderna Cremona) con Clavenna (Chiavenna) passando da Mediolanum (Milano). Risalendo al documento più antico (1023), in cui viene menzionato Castrum de Monte Odano, da cui derivano Muntodano (1034), Muntothanum (1188), si può affermare che il nome attuale del paese si sia formato dall'unione di monte e di un nome personale germanico, forse Odilo (Olivieri) od Odino. Il nome proprio Odano non è attestato, ma potrebbe essere esistito (Boselli). Si ipotizza anche un'altra origine legata alla presenza del fiume Adda, che in latino è denominato Addua. Questo fiume, infatti, anticamente lambiva Montodine, mentre ora scorre nei pressi di Gombito. Traccia dell’antico corso dell’Adda, che si snodava vicino a Montodine, è l’attuale alta costiera, modellata nel tempo dalle acque, che si diparte dall’abitato montodinese e tocca Moscazzano e gli altri paesi vicini. Il fiume Serio, che invece scendeva nei pressi di Castelleone, successivamente, forse in epoca medievale, si immise nella valle cremasca meridionale fino a sfociare nell'Adda, a Boccaserio, una volta attraversato Montodine.
Sulla scorta di più recenti osservazioni l’origine del paese viene rimandata al periodo celtico. Secondo la testimonianza dello scrittore romano Strabone, le popolazioni celtiche vivevano in villaggi sparsi: non è escluso, quindi, che qualche zona più elevata del territorio, posto fra il corso dei due fiumi Adda e Serio, fosse abitata da queste genti. Attestati, invece, sono i legami con la civiltà romana; infatti, secondo studi recenti, si è scoperto che una strada romana, la Via Regina, attraversava le terre montodinesi. Questa via, partendo da Cremona, arrivava a San Latino (e l’antica chiesina, oggi sperduta in mezzo ai campi, dedicata a San Giacomo, protettore dei pellegrini, conferma l’utilizzo dell’arteria in tempi medioevali), raggiungeva il territorio montodinese e proseguiva verso Milano.
Per quanto riguarda il periodo barbarico, recentemente è stato rinvenuto in un fossato di via Roma una stele risalente alla dominazione longobarda. Si suppone che Montodine fosse soggetta, nell’Alto Medioevo, alla giurisdizione patriarcale di Aquileia, da cui dipendevano 17 diocesi dell’Italia settentrionale, fra le quali Cremona; lo si deduce da due indizi: l’antica usanza nel battesimo di porre i bambini sull'altare e di ritirarli dietro versamento di una somma di denaro come prezzo di riscatto (Visita pastorale di Mons. Regazzoni 1583), e la presenza del culto a S. Zenone Vescovo di Verona (368-380).
Tra i vari fatti storici di questo periodo è da menzionare il passaggio, attraverso Montodine verso il porto sull’Adda alla Vinzasca (Gombito), dell’imperatore Federico Barbarossa, il quale, nella seconda discesa in Italia dalla Germania, era diretto con il suo esercito alla Dieta di Roncaglia (Piacenza) il 29 dicembre 1154. Verso la fine dell’epoca medioevale, Giorgio Benzoni, Signore di Crema, a dimostrazione dell’importanza strategica di Montodine, fece costruire, nel 1407, una torre alta e poderosa a guardia del confine del suo minuscolo Stato; i ruderi di questa costruzione erano ancora visibili all’inizio del 1900 quando furono demoliti per far posto all’attuale asilo.
In seguito il Cremasco passò sotto la dominazione dei Visconti ed entrò a far parte del Ducato di Milano. Nel 1449 subentrarono i Veneziani che amministrarono il territorio, salva una piccola parentesi, fino all'arrivo delle truppe napoleoniche. Il Governo della Repubblica di Venezia, ritenuto positivo per le terre cremasche, fece sentire i suoi effetti benefici anche a Montodine. A tale proposito, si ricordano due interventi significativi: nel 1646 fu abrogato il divieto di riscuotere la tassa per il transito sul ponte del fiume Serio, che andava a vantaggio della comunità e la deviazione del corso del fiume Serio, nel 1758, che stava ormai lambendo la torre dei Benvenuti; a metà Settecento, nella relazione della visita pastorale del Vescovo di Crema mons. Lombardi, Montodine appare come un villaggio “degno di apprezzamento per la sua ordinata disposizione, che, presentandosi per primo a coloro che giungono da Piacenza e da Cremona, mostra, per quanto può un abitato campagnolo, la prosperità del dominio Veneto”.
Nel sec. XVI Montodine fu devastato dai Lanzichenecchi, soldati mercenari tedeschi, che misero tutto a ferro e a fuoco. Durante la grande peste diffusasi nel 1630-31 e descritta dal Manzoni nel suo celebre romanzo, i Montodinesi, primi nel Cremasco, furono colpiti da questo flagello portato in paese da un loro concittadino, Alessandro Barbiero, il quale aveva ricevuto in dono, a Pizzighettone, da un soldato una palandrana (un vestito) infetta. Nei due anni di pestilenza morirono 254 persone, i cui corpi furono sepolti in vari luoghi: in campagna soprattutto, poi nell’orto, in casa, nel cimitero, nel sagrato.
Un primo fatto d'armi, degno di essere sottolineato, si è verificato nel 1648 tra le milizie venete e quelle francesi. Queste intendevano penetrare nel territorio lodigiano attraverso il Cremasco meridionale, e dovevano forzare Montodine, difeso dal colonnello Mario Benvenuti (Zavaglio). Memorabile fu lo scontro presso il ponte, che fu segato e fatto crollare prima che i francesi potessero transitarvi. In quel combattimento caddero molti francesi e molti veneti, e l'ossario dei "Morti del Serio raccolse le salme dei caduti nell’aspra battaglia (ancora qualche decennio fa, alcune donne anziane si recavano a recitare il rosario per questi morti sul sentiero dell’argine antistante l’attuale parco). A scongiurare i disastri che le artiglierie e il fuoco potevano arrecare al paese, la popolazione invocò il SS. Crocifìsso, alla cui protezione ascrisse la liberazione dal bombardamento minacciato dai Francesi per rompere la resistenza delle schiere del Benvenuti, determinato a impedire loro il passaggio del fiume. In ricordo dell’episodio si istituì la festa del SS. Crocifìsso, che si celebra solennemente ogni anno il 12 maggio (Zavaglio).
Un altro combattimento accadde nell’ottobre del 1705 tra l’armata imperiale di Eugenio di Savoia e l’esercito del maresciallo di Vendôme; in questa circostanza morirono parecchie centinaia di soldati da ambo le parti. Da sottolineare fu anche il passaggio, il 12 maggio 1796, attraverso le vie del paese, delle truppe napoleoniche dirette ad occupare la piazzaforte di Pizzighettone. Nel periodo più recente, durante il secondo conflitto mondiale, si ricordano i bombardamenti degli aerei alleati sul paese e il passaggio delle truppe tedesche in ritirata dal Nord d'Italia.

### Simboli
Lo stemma e il gonfalone sono stati concessi con decreto del presidente della Repubblica del 25 settembre 1989. 
Lo stemma è uno scudo trinciato: nel primo d'argento, all'aquila di nero, coronata all'antica d'oro; nel secondo di rosso, alla torre Benvenuti, d'oro, vista d'angolo; alla banda di diminuita di azzurro attraversante sulla partizione .
Il gonfalone è un drappo partito di bianco e di rosso.

## Monumenti e luoghi d'interesse
- Palazzo Benvenuti
- Chiesa parrocchiale di Santa Maria Maddalena[4] Penitente[5]

## Società

### Evoluzione demografica
Abitanti censiti

### Etnie e minoranze straniere
Al 31 dicembre 2020 i cittadini stranieri sono 132. Le comunità nazionali numericamente significative sono:>:
1. Romania, 48
2. India, 21

## Infrastrutture e trasporti

### Strade
Il territorio è attraversato dalle seguenti strade provinciali:
- La strada provinciale CR SP ex SS 591 Cremasca che unisce Bergamo alla SS 9 Emilia presso Fombio (LO).
- La strada provinciale CR SP 13 Montodine-Casaletto Ceredano.
- La strada provinciale CR SP 13 Montodine-Pizzighettone.
- La strada provinciale CR SP 14 Montodine-Castelleone.

## Amministrazione
Elenco dei sindaci dal 1985 ad oggi.
| Periodo | Periodo   | Primo cittadino     | Partito                  | Carica  | Note |
| ------- | --------- | ------------------- | ------------------------ | ------- | ---- |
| 1985    | 1990      | Giovanni Danzi      | Democrazia Cristiana     | sindaco |      |
| 1990    | 1995      | Giuseppe Pedrinazzi | Democrazia Cristiana     | sindaco |      |
| 1995    | 1999      | Ferrante Castelli   | lista civica di sinistra | sindaco |      |
| 1999    | 2004      | Ferrante Castelli   | lista civica di sinistra | sindaco |      |
| 2004    | 2009      | Omar Bragonzi       | lista civica             | sindaco |      |
| 2009    | 2014      | Omar Bragonzi       | lista civica             | sindaco |      |
| 2014    | 2019      | Alessandro Pandini  | lista civica             | sindaco |      |
| 2019    | 2024      | Alessandro Pandini  | lista civica             | sindaco |      |
| 2024    | in carica | Alessandro Pandini  | lista civica             | sindaco |      |

### Gemellaggi
- Valbondione, dal 2016[9]